# Barmai
Der Barmai ist ein 5879 m hoher Berg im westlichen Himalaya im indischen Bundesstaat Uttarakhand.
Der Berg liegt im Nanda-Devi-Nationalpark im Süden der Kamet-Gruppe.